# Virus de la striure brune du manioc
Cassava brown streak virus
Espèce
Le virus de la striure brune du manioc (CBSV, Cassava brown streak virus) est une espèce de virus provoquant la maladie de la striure brune du manioc (Cassava brown streak virus disease), maladie particulièrement dommageable  en Afrique orientale.
Ce virus a été identifié pour la première fois en 1936 en Tanzanie et s'est étendu à d'autres zones côtières de l'Afrique de l'Est, du Kenya au Mozambique. Dans les années 2015, on a découvert qu'il existe deux espèces de virus responsables de la maladie : le virus de la striure brune du manioc (CBSV) et le virus ougandais de la striure brune du manioc (UCBSV). Les deux possèdent un génome constitué d'ARN (+) ss, appartiennent au genre Ipomovirus de la famille  des Potyviridae et produisent des symptômes généralement similaires chez les plantes infectées,,. La pourriture racinaire rend le tubercule de manioc non comestible, ce qui entraîne une grave perte de valeur économique.  Par conséquent, les recherches se sont concentrées sur l'obtention de cultivars ne développant pas la pourriture nécrotique. Cette maladie est considérée comme la plus grande menace pour la sécurité alimentaire sur les côtes de l'Afrique de l'Est et autour des lacs de l'Est.

## Symptômes
La striure brune du manioc se caractérise par une chlorose et une nécrose sévères sur les feuilles infectées, ce qui leur confère un aspect jaunâtre et marbré. et les veines tertiaires, ou plutôt dans les taches non liées aux veines. Les symptômes foliaires varient considérablement en fonction de divers facteurs. Les conditions de croissance (altitude, quantité de précipitations), l’âge de la plante et les espèces de virus expliquent ces différences. Des traînées brunes peuvent apparaître sur les tiges de la plante de manioc. En outre, les tubercules peuvent être affectés d'une pourriture nécrotique sèche brun-noir qui peut évoluer d'une petite lésion à la racine entière. Les racines peuvent se contracter à cause de la pourriture des tubercules et d’un retard de croissance. En règle générale, les plantes touchées ne présentent pas tous ces symptômes, sauf celles qui sont gravement atteintes le font. Les agriculteurs peuvent ne pas se rendre compte que leurs champs de manioc sont infectés avant la récolte car les feuilles sont souvent asymptomatiques, jusqu'à la récolte où ils peuvent constater les lésions des tubercules. 
La maladie de la mosaïque du manioc (CMD) est due à d'autres virus du manioc qui provoquent des symptômes foliaires similaires à ceux de la striure brune, mais plus apparents.
La forme ougandaise du virus de la striure brune du manioc (UCBSV, Uganda cassava brown streak virus) provoque des symptômes moins graves que le CBSV et présente une pathogénicité moindre.

## Vecteur et cycle de la maladie
Après une période d'ambiguïté parmi les chercheurs, le consensus s'est établi pour désigner  Bemisia tabaci, biotype B (l'Aleurode du tabac) comme vecteur le plus probable  du CBSV,,. On l'appelle aussi parfois Bemisia argentifolii. 
Il y a une association étroite entre l'explosion des populations d'aleurodes et l'incidence de la striure brune du manioc.
Cette espèce d'aleurode est également considérée comme le vecteur de CMD. On considère toutefois que Bemisis tabaci transmet le CBSV de manière moins efficace que la CMD. De plus, la période de rétention du virus CBSV  dans l'organisme du vecteur Bemisis tabaci peut ne pas excéder 24 heures, mais des recherches supplémentaires sont nécessaires sur ce point.
Chez Bemisia tabaci, l'adulte vit en moyenne seize jours tandis que le processus de maturation, de l'œuf à l'adulte, est de trente jours. Les œufs peuvent être déposés au hasard ou en spirale sur la face inférieure des feuilles. Les aleurodes juvéniles et les adultes se nourrissent du phloème des feuilles en insérant une pièce buccale suceuse dans la feuille, transmettant ainsi le virus à la plante. La salive  contenant des toxines est également injectée dans le manioc, pendant que les aleurodes s'alimentent, entraînant une perturbation de la croissance de la plante et réduisant finalement le rendement. Les plantules sont particulièrement touchées.

## Diffusion de la maladie
Après sa première identification en 1936, la striure brune du manioc a été presque totalement éliminée en Ouganda grâce aux efforts du programme d'éradication et les pertes de rendement ont été relativement faibles dans les zones touchées. La maladie était limitée à des altitudes inférieures à 1 000 m, le long de la côte du Kenya jusqu'au Mozambique et sur les rives du lac Malawi. Cependant, à partir de l'an 2000, la maladie s'est rapidement répandue dans toute l'Afrique de l'Est.
La striure brune du manioc s'est désormais implantée  à des altitudes moyennes  (de 1 200 à 1 500 m), comme cela a été signalé en Ouganda, en République démocratique du Congo et dans la région des lacs tanzaniens. Depuis 2009, des foyers de la maladie sont devenus plus prévalents dans le centre-sud  de l’Ouganda et dans la région de Mara. Des cas  ont également été signalés au Rwanda et au Burundi.
L’incidence de la striure brune du manioc est la plus élevée en Ouganda, où le manioc est plus résistant à la maladie de la mosaïque,. Des enquêtes récentes ont montré que sur les 23 districts ougandais ayant fait l'objet de ces enquêtes,  les variétés de manioc cultivées étaient résistantes, dans 70 % des cas, au virus de la mosaïque et dans tous les cas sensibles au CBSV. En outre, ces variétés hébergeaient au moins 200 aleurodes adultes sur les cinq feuilles supérieures des plants de manioc .
Aucune prédiction ne peut être faite sur le schéma de propagation. Étant donné que la maladie ne se propage pas à partir d'un seul point source, mais qu'elle apparaît plutôt dans des zones reculées ou dans des « points chauds », il est difficile de modéliser sa propagation. La difficulté peut provenir du mouvement des boutures importés de régions infectées ou de l'abondance des aleurodes dans une zone donnée.

## Méthodes de lutte
Des moyens de lutter contre la striure brune du manioc sont toujours à l’étude et les progrès sont lents . Il est nécessaire de sélectionner des cultivars de manioc résistant à la fois à la CMD (maladie de la mosaïque du manioc) et au CBSV (virus de la striure brune du manioc). Quelques variétés de manioc ont montré une résistance naturelle à l'UBCSV (virus ougandais de la mosaïque du manioc). Une distribution large du germoplasme de ces variétés peut permettre de réduire l'incidence de la maladie à grande échelle.

### Génie génétique
Le génie génétique appliqué spécifiquement à l'ARN du génome est utilisé pour développer la résistance des cultivars de manioc. Une étude récente a démontré qu'en induisant l'expression d'ARN en épingle à cheveux homologue à des séquences virales on dispose d'une technique de laboratoire potentiellement efficace, car elle imite le comportement du système immunitaire de la plante rencontrant des corps étrangers. Plus précisément, on a pu utiliser l’ARN en épingle à cheveux homologue à l’extrémité 3’ des séquences de la protéine d’enveloppe du CBSV chez le cultivar de manioc 60444 afin de développer une résistance à la fois au CBSV et à l’UCBSV. La construction résultante a été transférée à un cultivar que les agriculteurs préfèrent (variété nigériane TME 7). Ce cultivar en particulier présentait à l'origine une résistance à la CMD dans son état naturel, le but étant de favoriser la résistance à la fois à la CMD et au CBSV après la greffe, ce qui a été un succès. On considère donc que l'exploitation du système immunitaire de plantes qui possèdent déjà une résistance naturelle à la CMD constitue une méthode potentiellement viable pour lutter contre les deux virus.

### Formation
Les agriculteurs ont besoin d’être mieux formés au sujet de la maladie de la striure brune du manioc, notamment sur les causes, le diagnostic et la propagation de la maladie. Le symptôme le plus évident de la maladie est la pourriture des racines de manioc et les agriculteurs ont tendance à croire que la pourriture est due à un excès d'eau plutôt qu'au virus. L'identification des symptômes foliaires est importante, car les agriculteurs peuvent obtenir des prévisions de rendement plus précises sans attendre la période de récolte. On peut également promouvoir l'information sur les variétés tolérantes. 

### Besoins de données supplémentaires
Davantage d'enquêtes doivent être menées pour mieux comprendre les conditions de propagation de la maladie et que l'affinité variable. Un suivi doit permettre permet de dissuader la plantation de variétés affectées. L'accent est mis sur la nécessité de poursuivre les recherches sur la pathogenèse virale.

### Autres suggestions
- Agriculture sur brûlis :dans certaines zones, il est recommandé de détruire les plants de manioc infectés par le CSBV au moyen de techniques de brûlis et de les remplacer par des souches résistantes ou plus tolérantes.
- Surveillance des frontières : surveillance plus étroite des points de passage entre  pays (par exemple frontières entre la Tanzanie, l’Ouganda et le Kenya).
- Test réglementaires sur des échantillons de tissus végétaux : autoriser uniquement le transport transfrontalier de matériel génétique testé[2].

## Importance économique
Le manioc est un aliment de base très important en Afrique et la demande augmente en fonction des taux de croissance démographique élevés. Le CBSV représente une menace sérieuse pour les agriculteurs de l’Afrique de l'Est, car les rendements peuvent être réduits de façon très importante, jusqu'à 70 %. Lors de la récolte, les paysans doivent ôter les parties nécrosées des tubercules touchés ou éliminer totalement les tubercules fortement affectés. Une proportion de 10 à 30 % de parties pourries dans les tubercules est une infection modérée, mais elle réduit de 90 % leur valeur marchande. On estime que les agriculteurs africains subissent globalement une perte de revenu pouvant atteindre 100 millions de dollars par an en raison de cette maladie dévastatrice.

## Référence biologique
- (en) ICTV : Cassava brown streak virus  (consulté le 24 janvier 2021)